# Nepoziano delle Asturie
Nepoziano, Nepociano in spagnolo, in asturiano, in portoghese e in galiziano, Nepocià, in catalano (fl. IX secolo), fu re delle Asturie, considerato usurpatore, nell'842.

## Origine
di Nepoziano non si conoscono gli ascendenti, si può solo supporre che fu un nobile asturiano, per la carica che ricopriva alla morte di Alfonso II: conte di palazzo.

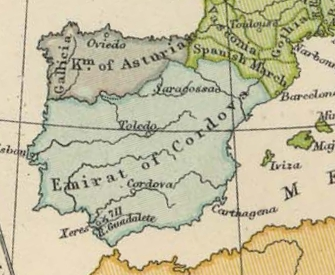
La penisola iberica nell'814.

## Biografia
La Cronaca Sebastianense riporta che Alfonso II morì nell'842 «dopo aver conservato per 52 anni casto, sobrio, immacolato, pio e glorioso il governo del regno» e fu sepolto nella chiesa di Santa Maria di Oviedo, da lui fondata.

La Historia Silense riporta che ad Alfonso II era stato designato a succedergli suo cugino, Ramiro
Alla morte del re, Alfonso II, mentre Ramiro si trovava in Castiglia, Nepoziano, nobile di origine visigota, che secondo la Cronica Rotense Sebastianense Albeldense era cognato di Alfonso II e che, ancora secondo la Historia Silense, era stato eletto re da buona parte della nobiltà asturiana. 

Ramiro aveva reagito immediatamente e con truppe galiziane, castigliane e basche si era avviato verso le Asturie, mentre Nepoziano, con le sue truppe asturiane, aveva affrontato Ramiro I, che lo sconfisse nella battaglia del ponte di Cornellana, sul fiume Narcea, nelle Asturie, come riportato da tutte le cronache tra cui la Historia Silense, che riporta che Nepoziano, dopo la battaglia riuscì a fuggire, ma fu catturato a Primorias (vicino a Cangas de Onís) da due conti che lo accecarono e lo condussero da Ramiro I che misericordioso lo fece rinchiudere in un monastero, dove rimase, sino alla morte.
Non si conosce la data esatta della morte di Nepoziano.
Il Chronicon Albeldense cita Nepoziano, ricordando che fu sconfitto sul fiume Narcea.
Le cronache dell'epoca considerarono Nepoziano come un usurpatore, mentre la storiografia moderna ritiene che Nepoziano fu cancellato dalla successione regale come frutto di damnatio memoriae.

Javier Rodríguez Muñoz con l'articolo La memoria borrada de Nepociano, sostiene che a Oviedo, esiste una targa, riprodotta nell'articolo che sostiene che Nepoziano era considerato legittimo successore di Alfonso II.

## Matrimonio e discendenza
Nepoziano, secondo Javier Rodríguez Muñoz, nel suo Colección de textos y documentos para la historia de Asturias aveva sposato una sorella del re Alfonso II delle Asturie (Nepociano, cuñado del rey Alfonso).

Nepoziano dalla moglie non ebbe figli e non risulta alcuna discendenza.

### Fonti primarie
- (LA)  Anastasii abbatis opera omnia.
- (LA)  CRONICA ROTENSIS)
- (LA)  Cronica de Alfonso III
- (LA)  Historia silense
- (LA)  España sagrada. Volumen 13

### Letteratura storiografica
- Rafael Altamira, Il califfato occidentale, in «Storia del mondo medievale», vol. II, 1999, pp. 477–515
- (ES)  Cronica Alfonso III PDF Rotense Sebastianense Albeldense
- (ES)  La memoria borrada de Nepociano